# Servílio de Jesus
Servílio de Jesus, mais conhecido como Servílio, (São Félix, 15 de fevereiro de 1915) foi um futebolista brasileiro que atuou como meia e atacante.
Ídolo no Sport Club Corinthians Paulista, jogou no clube entre 1938 e 1949 com o apelido de "Bailarino da Fazendinha". Servílio marcou 200 gols com a camisa do Corinthians, sendo um dos maiores artilheiros da história do clube paulista.
Servílio é pai do ex-atacante Servílio de Jesus Filho, que jogou na Portuguesa e no Palmeiras.

## Títulos
Corinthians
- Campeonato Paulista: 1938, 1939, 1941[1]